# 1177 Gonnessia
1177 Gonnessia eller 1930 WA är en asteroid i huvudbältet som upptäcktes den 24 november 1930 av den franske astronomen Louis Boyer vid Algerobservatoriet. Den har fått sitt namn efter den franske astronomen François Gonnessiat.
Asteroiden har en diameter på ungefär 91 kilometer och den tillhör asteroidgruppen Cybele.